# Cerium-138
Cerium-138 of 138Ce is een stabiele isotoop van cerium, een lanthanide. Het is een van de vier stabiele isotopen van het element, naast cerium-136, cerium-140 en cerium-142.  De abundantie op Aarde bedraagt 0,251%. 
Cerium-138 ontstaat onder meer bij het radioactief verval van lanthaan-138 en praseodymium-138.
{\displaystyle {\ce {{^{138}_{59}Pr}->{^{138}_{58}Ce}+{e^{+}}+{\nu }_{e}}}}
{\displaystyle {\ce {{^{138}_{57}La}->{^{138}_{58}Ce}+{e^{-}}+{\bar {\nu }}_{e}}}}
De isotoop wordt ervan verdacht via een dubbel bètaverval te vervallen tot de stabiele isotoop barium-138. Cerium-138 bezit echter een halfwaardetijd die vele malen groter is dan de leeftijd van het universum en derhalve kan de isotoop als stabiel beschouwd worden.
{\displaystyle {\ce {{^{138}_{58}Ce}->{^{138}_{57}La}+{e^{+}}+{\nu }_{e}}}}
{\displaystyle {\ce {{^{138}_{57}La}->{^{138}_{56}Ba}+{e^{+}}+{\nu }_{e}}}}
119Ce · 120Ce · 121Ce · 122Ce · 123Ce · 124Ce · 125Ce · 126Ce · 127Ce · 128Ce · 129Ce · 130Ce · 130mCe · 131Ce · 131mCe · 132Ce · 132mCe · 133Ce · 133mCe · 134Ce · 135Ce · 135mCe · 136Ce · 136mCe · 137Ce · 137mCe · 138Ce · 138mCe · 139Ce · 139mCe · 140Ce · 140mCe · 141Ce · 142Ce · 143Ce · 144Ce · 145Ce · 146Ce · 147Ce · 148Ce · 149Ce · 150Ce · 151Ce · 152Ce · 153Ce · 154Ce · 155Ce · 156Ce · 157Ce · 158Ce